# Nibble
Un nibble o quartet és el conjunt de quatre dígits binaris (bits) o mig octet. En arquitectura d'ordinadors, 4 bits és un adjectiu usat per a descriure enters, adreces de memòria o altres unitats de dades que comprenen fins a 4 bits d'amplada, o per a referir-se a una arquitectura d'unitat central de processament i unitat aritmeticològica basades en registres, bus de direccions o bus de dades d'aquesta amplada. El seu interès es deu al fet que cada xifra en hexadecimal (0, 1, 2,..., 9, A, B, C, D, E, F) es pot representar amb un quartet, donat que 24=16. També el quartet és la base del sistema de codificació BCD. A continuació es mostra la correspondència entre les setze xifres hexadecimals i les seves corresponents representacions binàries en forma de quartet:
| 0 | 0000 |
| 1 | 0001 |
| 2 | 0010 |
| 3 | 0011 |
| 4 | 0100 |
| 5 | 0101 |
| 6 | 0110 |
| 7 | 0111 |
| 8 | 1000 |
| 9 | 1001 |
| A | 1010 |
| B | 1011 |
| C | 1100 |
| D | 1101 |
| E | 1110 |
| F | 1111 |